# Angus mac Somhairle
Angus mac Somhairle (gaélique : Aonghus), mort en 1210, est Seigneur d'une partie des Îles de 1164 à 1210.

## Biographie
Angus ou Aonghus semble avoir été le fils cadet de Sumarliði et de Ragnhillt de Man. À la mort de son père en il hérite d'une part de ses domaines qu'il est difficile de déterminer. On lui attribue généralement le titre de maître de Bute.
Selon les Chroniques de Man en 1192 un conflit éclate entre Angus et son frère Ranald peut-être à l'occasion de la prise de contrôle du domaine insulaire de leur frère Dughall ou de île d'Arran. Angus sort vainqueur de cette confrontation.
Selon les Annales d'Ulster en cette année 1209 « les fils de Raghnall fils de Somerled combattent les hommes de Skye et on font un grand massacre ». Les Chroniques de Man indiquent qu'Angus est tué en 1210 avec ses trois fils en combattant « les Hommes de Skye ». Cet épisode est sans doute à mettre en relation avec l'expédition norvégienne de 1209/1210 chargée par le roi Inge II de Norvège de rétablir la suzeraineté sur les Orcades et les Hébrides après les longues années de luttes entre les Birkebeiners et les Baglers qui avaient déchiré le pays. La descendance masculine d'Angus étant éteinte, ses domaines reviennent aux fils de Ranald.

## Postérité
- Séamus mac Aonghas (i.e: Jacques Mac Angus), tué lors du combat de Skye. Il laisse une fille putative Joan (i.e: Jeanne) de Bute, qui aurait épousé Alexandre Stuart, « 4e High Steward » d'Écosse (i.e: 4e grand sénéchal d'Écosse);
- fils anonyme, tué à Skye en 1210 ;
- fils anonyme, tué à Skye en 1210.

## Sources
- (en) Mike Ashley The Mammoth Book of British Kings & Queens Robinson (Londes 1998)  (ISBN 1841190969).
- (en) John L. Roberts  Lost Kingdoms Celtic Scotland and the Middle Ages Edinburgh University Press (Edinburgh 1997)  (ISBN 0748609105).
- (en) Richard Oram Domination and Lordship. Scotland 1070-1230 Edinburgh University Press (Edinburgh 2011)  (ISBN 978-0-7486-1497-4).
- (en) Peter Andreas Munch, Chronica regvm Manniæ et insvlarvm, Manx Society, 1874 (lire en ligne)